# Yasser Baldé
Yasser Baldé (* 12. Januar 1993 in Brignoles) ist ein französisch-guineischer Fußballspieler.

## Karriere

### Verein
Yasser Baldé erlernte das Fußballspielen in der Jugend von AJ Auxerre in Auxerre. Hier unterschrieb er 2012 auch seinen ersten Vertrag. Von Juli 2012 bis Juni 2015 spielte er in der zweiten Mannschaft des Vereins. Von 2015 bis Juni 2021 spielte er bei den unterklassigen Vereinen Étoile Fréjus-Saint-Raphaël, US Marseille Endoume, CS Sedan und SO Cholet. Am 1. Juli 2021 nahm ihn der Drittligist Stade Laval aus Laval unter Vertrag. Am Ende der Saison 2021/22 wurde er mit Laval Meister der dritten Liga und stieg somit in die zweite Liga auf. In den folgenden zwei Spielzeiten bestritt er 42 Zweitligaspiele. Im Juli 2024 zog es ihn nach Asien. Hier unterschrieb er in Thailand einen Vertrag beim Erstligisten Ratchaburi FC. Nach einem Spiel wurde sein Vertrag im September 2024 wieder aufgelöst. Am 19. September 2024 unterschrieb er in Casablanca einen Vertrag beim marokkanischen Erstligisten Raja Casablanca.

### Nationalmannschaft
Yasser Baldé spielt seit 2024 in der Nationalmannschaft von Guinea. Sein Debüt in der Nationalelf gab er am 21. März 2024 in einem Freundschaftsspiel gegen Vanuatu. Bei dem 6:0-Erfolg stand er in der Startelf und spielte die kompletten 90 Minuten.

## Erfolge
Stade Laval
- Französischer Drittligameister: 2021/22  ▲